# باشگاه فوتبال کارلسروهه اف‌وی
کارلسروهه اف‌وی یک باشگاه فوتبال آلمانی است که در شهر کارلسروهه، ایالت بادن-وورتمبرگ قرار دارد. این باشگاه در ۱۷ نوامبر ۱۸۹۱ تأسیس شد و در سال ۱۹۰۰ در میان اعضای مؤسس اتحادیه اتحادیه فوتبال آلمان (Deutscher Fussball-Bund) بود و قدیمی‌ترین باشگاه فوتبال موجود در جنوب آلمان است. این باشگاه قبل از جنگ جهانی اول یکی از باشگاه‌های برتر فوتبال آلمان بود. این تیم در سال ۱۹۱۰ با پیروزی ۱–۰ مقابل هولشتاین کیل قهرمان لیگ ملی شد اما در فینال سال‌های ۱۹۰۵ و ۱۹۱۲ نتوانست این موفقیت را تکرار کند. این باشگاه قهرمانی هشت قهرمانی در لیگ جنوب آلمان از سال ۱۹۰۱ تا ۱۹۰۵ و از ۱۹۱۰ تا ۱۹۱۲ کسب کرده‌است.

## تاریخچه

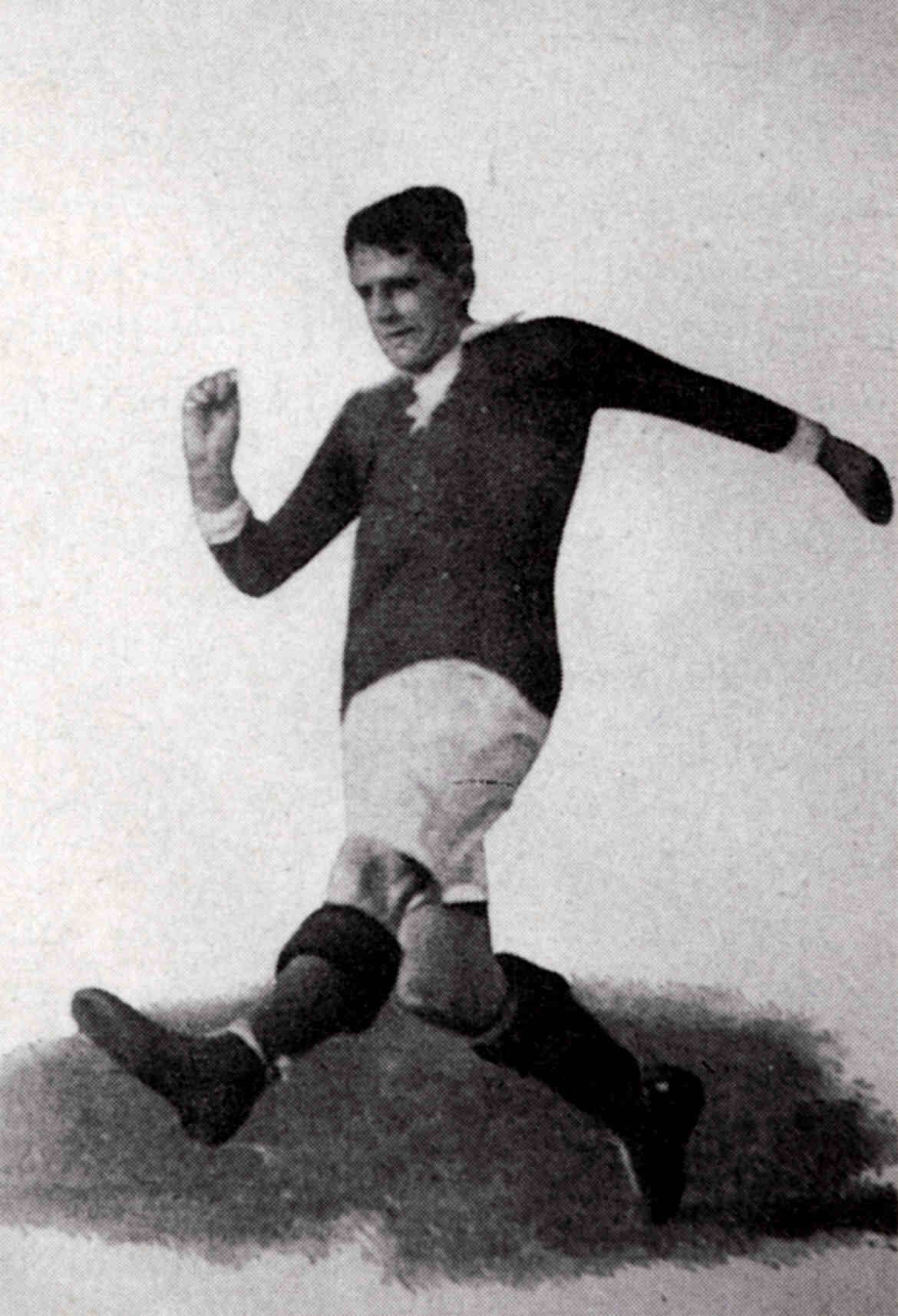
گوتفرید فوچ

در المپیک که در سال ۱۹۱۲ برگزار شد، گوتفرید فوچ بازیکن این باشگاه توانست در مسابقه ای برابر روسیه ۱۰ گل به ثمر برساند تا یک رکورد بین‌المللی برای آلمان را که هنوز هم در اختیارش است، ثبت کند. فوچ به همراه هم بازی خود، جولیوس هیرش تنها بازیکنان یهودی تاریخ بودند که تاکنون در تیم ملی آلمان بازی کردند.

## افتخارات

### لیگ
- لیگ قهرمانی آلمان
  - قهرمان (۱بار): ۱۹۱۰
- لیگ قهرمانی جنوب آلمان
  - قهرمان (۸بار): ۱۹۰۱، ۱۹۰۲، ۱۹۰۳، ۱۹۰۴، ۱۹۰۵، ۱۹۱۰، ۱۹۱۱، ۱۹۱۲